# Ушаковка (Ульяновская область)
Ушаковка — деревня в Барышском районе Ульяновской области. Входит в состав Жадовского городского поселения.

## География
Населённый пункт расположен на реке Самородка в 16 километрах к юго-западу от города Барыш — административного центра района. Расстояние до Ульяновска — 129 километров.

### Часовой пояс
Ушаковка, как и вся Ульяновская область, находится в часовой зоне МСК+1. Смещение применяемого времени относительно UTC составляет +4:00.

## История
Деревня основана в начале XVIII века и называлась Сергиевка. 
В 1780 году, при создании Симбирского наместничества, село Сергиевское Ивановка и Румянцево тож, при вершине реки Малого Барыша, помещичьих крестьян, вошло состав Канадейского уезда.
Затем землю приобрёл коллежский советник Андрей Михайлович Ушаков и деревню назвал Ушаковкой.
В 1859 году деревня Ушаковка входила в Карсунский уезд Симбирская губерния, имелся кожевенный завод.
В 1898 году в деревне Сергиевке (Ушаковка) открыли земское училище.
До 2005 года входила в состав ныне упразднённого Самородкинского сельсовета.

## Население
| 2010 |
| ---- |
| 137  |

В 1900 году в дер. Сергиевке (Ушаковка, при рч. Самородке, в 3 вер. от Жадовки; н. р.) в 57 дворах жило: 148 м. и 172 ж.; Согласно статистическим данным, в 1913 году в деревне был 61 двор, проживало 322 жителя. Население села в 1996 году — 130 человек.

## Инфраструктура
Деревня разделена на девять улиц: Горная, Заречная, Молодёжная, Нагорная, Нижняя, Песчаная, Речная, Центральная.
- Обелиск воинам, погибшим в ВОВ[10].